# (16398) Hummel
(16398) Hummel est un astéroïde de la ceinture principale.

## Description
(16398) Hummel est un astéroïde de la ceinture principale. Il fut découvert le 24 septembre 1982 à Tautenburg par Freimut Börngen. Il présente une orbite caractérisée par un demi-grand axe de 2,33 UA, une excentricité de 0,25 et une inclinaison de 3,5° par rapport à l'écliptique.

## Compléments